# Pellenes luculentus
Pellenes luculentus es una especie de araña saltarina del género Pellenes, familia Salticidae. Fue descrita científicamente por Wesolowska, van Harten en 2007.
Habita en Yemen.